# Polifenol
Polifenóis são substâncias caracterizadas por possuírem uma ou mais hidroxilas ligadas a um ou mais anéis aromáticos.
Geralmente os polifenóis são sólidos, cristalinos, cáusticos e pouco solúveis em água. São visíveis na luz UV.
Geralmente os polifenóis são substâncias naturais encontradas em plantas, tais como flavonóides, taninos, lignina, derivados do ácido cafeico, entre outras. Muitas destas substâncias são classificadas como antioxidantes naturais e possuem propriedades terapêuticas, estando presentes em alimentos como Cacau, Chocolate e plantas medicinais.

## Etimologia
O nome deriva da palavra grega antiga πολύς (polus, que significa "muitos") e a palavra fenol que se refere a uma estrutura química formada pela ligação a um anel benzenoide aromático (fenil) a um grupo de hidroxila (-OH) como é encontrado em álcoois (daí o sufixo -ol). O termo polifenol está em uso pelo menos desde 1894.